# Schloss Kaiserau
Schloss Kaiserau är ett slott i Österrike.   Det ligger i distriktet Liezen och förbundslandet Steiermark, i den centrala delen av landet, 160 km sydväst om huvudstaden Wien. Schloss Kaiserau ligger 1 270 meter över havet.
Terrängen runt Schloss Kaiserau är bergig åt sydost, men åt nordväst är den kuperad. Närmaste större samhälle är Trieben, 5,5 km söder om Schloss Kaiserau. 
I omgivningarna runt Schloss Kaiserau växer i huvudsak barrskog. Runt Schloss Kaiserau är det ganska glesbefolkat, med 35 invånare per kvadratkilometer.